# Honda New Small Concept
Honda New Small Concept – samochód osobowy, zadebiutował w 2010 podczas indyjskich targów samochodowych. Auto do sprzedaży na rynku indyjskim oraz tajlandzkim miało wejść w 2011. Producent obiecywał, że auto ma wyjść ponad oczekiwania klientów rynków rozwijających się (czyli indyjskiego i tajlandzkiego). Mała Honda miała być sprzedawana po niskiej cenie, dostosowanej do tamtejszych rynków. W środku konkurenta Taty Nano znajdować się miał 1,2 litrowy silnik. Produkcyjna wersja auta występuje pod nazwą Brio.